# Vernon Ellis
 (février 2025).
Si vous disposez d'ouvrages ou d'articles de référence ou si vous connaissez des sites web de qualité traitant du thème abordé ici, merci de compléter l'article en donnant les références utiles à sa vérifiabilité et en les liant à la section « Notes et références ».
 (mars 2025).
Pour les articles homonymes, voir Ellis.
Sir Vernon Ellis, né le 1er juillet 1947, est le directeur du British Council. 

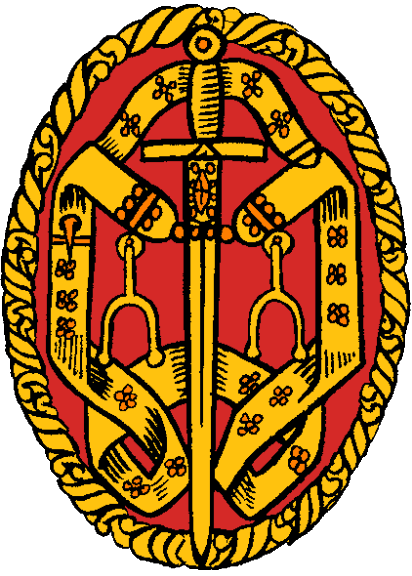
Insigne de Knight Bachelor

Ellis passe sa jeunesse dans l'Oxfordshire. Il étudie à la Magdalen College School d'Oxford, avant de poursuivre ses études au Magdalen College à Oxford, où il est nommé M.A. (licencié ès lettres) en 1969.
Comme FCA[Quoi ?], il exerce ensuite les fonctions des experts-comptables à l'Andersen Consulting, puis comme le directeur en Angleterre d'Accenture (1986-89).
Ancien président de l'English National Opera, Ellis est fait Chevalier, en 2010, pour « services rendus à la musique ».